# Brunneospora reticulata
Brunneospora reticulata är en svampart som beskrevs av Guarro & Punsola 1987. Brunneospora reticulata ingår i släktet Brunneospora och familjen Onygenaceae.   Inga underarter finns listade i Catalogue of Life.